# Decência
Decência, do latim decentia, é a qualidade daquele ou daquilo que é decente. Ela está em conformidade com o sistema de crenças de uma determinada cultura, e, portanto, seus padrões podem variar ao redor do mundo.
Muitos países possuem leis contra a falta de decência (indecência), as quais regulam certos atos sexuais e restringem a possibilidade de alguém mostrar certas partes do próprio corpo em público.

## Decência na visãocatólica
Na interpretação do catolicismo, ser decente é equivalente a ser casto. A pureza sexual é apresentada por alguns teólogos como a própria defesa da vida humana. Segundo o padre Lord (1958: pp. 10–1), poderia-se fazer um silogismo a respeito disso:
- "Creio no valor e na beleza da vida humana".
- "Mas a vida humana pode segura e belamente entrar no mundo somente, quando vem de homens e mulheres cujos corpos e almas são sadios e puros".
- "Portanto, a fim de assegurar o vigor e a pureza da futura vida humana, precisamos de uma raça atual uma raça de homens e mulheres que sejam sadios e puros".

Para tanto, conforme assinala o padre Lord, "a Igreja insiste em que o sexo deve ser salvaguardado e o exercício do sexo deve ser mantido belo, puro e dignificado" (1958: p. 18). Num contexto puramente católico, o sexo só deve ser utilizado para fins de procriação, de fomentação do amor e da compreensão mútua entre pessoas legalmente casadas, e o seu uso fora destes limites (para a obtenção exclusiva de prazer, por exemplo) não só configuraria um roubo da "recompensa da vida" (Lord, p. 23) que Deus daria aos seres humanos pelo fato de procriarem, mas poria em risco o próprio futuro da espécie humana. E, mesmo entre pessoas legalmente casadas, seria desonesto o uso do controle de natalidade por motivos similares.
Segundo Lord (1958: p. 30), fugir ao encargo de trazer ao mundo novos seres humanos de uma forma decente (conforme especificado acima), seria objeto da ira divina: "estes filhos e filhas, trapaceiros e desleais, ladrões e traiçoeiros, que usurpam os prazeres e fogem das responsabilidades, que desejam gozar a vida sem fomentar a vida — a estes, Deus os castiga com golpes terrificantes, com doenças, com vergonha, lágrimas pungentes, vidas estragadas".